# الأسطول الخامس (بحرية الولايات المتحدة)
الأسطول الأمريكي الخامس (بالإنجليزية: United States Fifth Fleet)‏ هو أسطول[ ؟ ] تابع لسلاح البحرية الأميركي، يتخذ من المياه الإقليمية المقابلة للبحرين قاعدة له. ويصفه خبراء أميركيون بأنه أكثر الأساطيل الأميركية الإستراتيجية أهمية في منطقة الخليج العربي. وتُعد مملكة البحرين من أقدم الدول العربية التي أقامت تعاوناً عسكرياً مع الولايات المتحدة، وبعد حرب الخليج الثانية، وتحديداً بتاريخ 27 أكتوبر/تشرين الأول 1991، وقعت المنامة وواشنطن اتفاقاً عرف باسم «التعاون الدفاعي». ومنذ 1993 أصبحت القيادة المركزية للبحرية الأميركية، مقيمة في البحرين، ومنذ يوليو/تموز 1995 استضافت البحرين الأسطول الأميركي الخامس.
يضم الأسطول الخامس حاملة طائرات أميركية وعدداً من الغواصات الهجومية والمدمرات البحرية وأكثر من سبعين مقاتلة، إضافة لقاذفات القنابل والمقاتلات التكتيكية وطائرات التزويد بالوقود. وتشير تقديرات سابقة إلى أن عدد البحارة الأميركيين المتمركزين في البحرين نحو 3500 بحار، فيما يقدر عدد السفن التابعة لسلاح البحرية الأميركي والراسية في البحرين بسبعة عشرة سفينة. وتتلخص مهمة الأسطول الأساسية في تأمين إمدادات النفط من الخليج إلى الأسواق العالمية، ومراقبة إيران عن قرب، والإشراف على عمليات في الخليج العربي وخليج عمان والبحر الأحمر وأجزاء من المحيط الهندي. كما يشارك بشكل مباشر في العمليات العسكرية في كل من العراق وأفغانستان، ومكافحة ما يسمى بالإرهاب والقرصنة في المياه الدولية. منذ أواسط 2008 بدأ الأسطول بتوسيع قاعدته في البحرين، وتحديدا في ميناء سلمان شرق العاصمة المنامة، على مساحة سبعين فدانا، بتكلفة تقدر بحوالي 580 مليون دولار، وتستكمل في 2015. وتتضمن التوسعة الجديدة التي ينفذها ويشرف عليها قيادة الهندسة في البحرية الأميركية -التي تتخذ من نابولي في إيطاليا مقرًا لها- مرافق عديدة بينها مركز عمليات وميناء ومساكن للأفراد ومبان إدارية وغيرها. ومع اندلاع الاحتجاجات العربية وانتقالها إلى البحرين أواخر 2011 عبرت الإدارة الأميركية عن قلقها، وأعلنت أن الأسطول الخامس يراقب الموقف بدقة.

## وصلات خارجية
- الموقع الرسمي
- Global Security